# نانوذرات پلاسمونیک

## مقدمه
نانوذرات پلاسمونیک ذراتی هستند که چگالی الکترونی آنها می تواند با تابش الکترومغناطیسی با طول موج هایی که به مراتب بزرگتر از ذره هستند به دلیل ماهیت رابط دی الکتریک-فلز بین محیط و ذرات در هم تنیده شوند. برخلاف فلز خالص که در آن حداکثر محدودیت وجود دارد، میتوان طول موج را می توان به‌طور مؤثر بر اساس اندازه مواد جفت کرد.

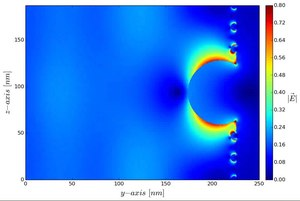
شبیه سازی FDTD برهمکنش موج صفحه پالسی با نانوذرات پلاسمونیک

نانوذرات پلاسمونیک، یک دسته جذاب از نانومواد، قابلیت متمایزی برای درگیر شدن با تابش الکترومغناطیسی از خود نشان می‌دهند و از محدودیت‌های مشاهده شده در فلزات خالص فراتر می‌روند. چگالی الکترونی منحصر به فرد آنها، که به‌طور پیچیده به رابط دی الکتریک-فلز گره خورده است، امکان جفت شدن با طول موج های بسیار بزرگتر از اندازه ذرات را فراهم می کند. برخلاف فلزات سنتی، که جفت شدن توسط اندازه مواد محدود می‌شود، نانوذرات پلاسمونیک این موانع را می‌شکنند و تطبیق‌پذیری بی‌نظیری در تعامل با نور ارائه می‌کنند.
این نانوذرات نقشی محوری در حوزه‌های علمی مختلف، از نانوفوتونیکی تا کاربردهای زیست‌پزشکی، ایفا می‌کنند. قابلیت تنظیم ویژگی های نوری آنها، که با دستکاری هندسه و تقارن به دست می آید، یک راه هیجان انگیز برای عملکردهای مناسب ارائه می دهد. نانوذرات پلاسمونیک موجودات منفرد نیستند. آنها می توانند خوشه هایی را تشکیل دهند که به عنوان "مولکول های پلاسمونیک" شناخته می شوند و یک عنصر پویا را به رفتار و کاربردهای خود معرفی می کنند. محققان در تکنیک‌های ساخت و شبیه‌سازی برای باز کردن پتانسیل کامل این نانوذرات، کاوش در کاربردهایی مانند مکان‌یابی نور، پدیده‌های الاستیک و غیرکشسانی و خواص هذلولی مؤثر را بررسی می‌کنند.
علاوه بر این، پیشرفت‌های اخیر بر روی نانوساختارهای فلزی پلاسمونیک با ویژگی‌های بسیار کوچک متمرکز شده و افق احتمالات را گسترش می‌دهد. با کاوش عمیق‌تر در پیچیدگی‌های نانوذرات پلاسمونیک، نقش آن‌ها در فعل و انفعالات نوری، تشدید شبکه‌های سطحی و نانوساختارهای فلزی با ویژگی‌های کوچک به‌عنوان منطقه‌ای جذاب برای مطالعه ظاهر می‌شود که نویدبخش نوآوری‌های پیشگامانه است.
نانوذرات پلاسمونیک، همان‌طور که در تحقیقات اخیر مورد بررسی قرار گرفته‌اند، خواص نوری و کاربردهای منحصر به فردی را نشان می‌دهند که توجه قابل توجهی را در حوزه‌های مختلف علمی به خود جلب کرده است. مطالعات اخیر در طراحی، ساخت، و کاربردهای زیستی آن‌ها تحقیق می‌کند و بر ماهیت همه‌کاره بودن این نانوذرات که در پیکربندی‌های خاص چیده شده‌اند، تأکید می‌کنند. متمایز بودن آنها از برهمکنش چگالی الکترونی آنها با تابش الکترومغناطیسی ناشی می شود که امکان جفت شدن با طول موج های بسیار بزرگتر از خود ذره را فراهم می کند و از محدودیت های مواد سنتی فراتر می رود.
در حوزه درمان سرطان، نانوذرات پلاسمونیک کاربردهای امیدوارکننده‌ای را به نمایش می‌گذارند. درمان فوتوترمال، با استفاده از توانایی آنها در تبدیل نور به گرمای موضعی، راه بالقوه ای را برای درمان سرطان ارائه می دهد، همان‌طور که مطالعات پیش بالینی نشان می دهد. ادغام این نانوذرات در کاوشگرهای حسگر، حساسیت تشخیص را بیشتر افزایش می‌دهد و به پیشرفت در فناوری‌های حسگر نوری کمک می‌کند. نقش آنها به برنامه های تصویربرداری گسترش می یابد، جایی که خواص نوری با تشدید پلاسمون به‌طور گسترده برای تکنیک های تصویربرداری با وضوح بالا مورد مطالعه قرار می گیرد.
به‌طور خلاصه، اکتشاف نانوذرات پلاسمونیک شامل مجموعه ای غنی از تلاش های علمی است. از چارچوب‌های نظری بنیادی گرفته تا کاربردهای عملی در درمان سرطان، سنجش و تصویربرداری، این نانوذرات به‌عنوان موجودیت‌های دگرگون‌کننده با مفاهیم چند رشته‌ای هستد.

## ویژگی های نانوذرات پلاسمونیک
چیزی که این ذرات را از پلاسمون‌های سطح معمولی متمایز می‌کند این است که نانوذرات پلاسمونیک بر اساس هندسه و موقعیت‌های نسبی خود، خواص پراکندگی، جذب، و جفت شدن جالبی از خود نشان می‌دهند. این ویژگی‌های منحصربه‌فرد آنها را به کانون تحقیقات در بسیاری از کاربردها از جمله سلول‌های خورشیدی، طیف‌سنجی، افزایش سیگنال برای تصویربرداری و درمان سرطان تبدیل کرده است. حساسیت بالای آنها همچنین آنها را به عنوان کاندیدای خوبی برای طراحی ابزار دقیق مکانیکی-اپتیکی معرفی می کند.
نانوذرات پلاسمونیک، که با ویژگی‌های پراکندگی، جذب، و جفت‌شدگی استثنایی‌شان متمایز می‌شوند، به دلیل هندسه‌های پیچیده و موقعیت‌های نسبی خود در یک محیط، از پلاسمون‌های سطحی معمولی متمایز هستند. خواص جالب آنها آنها را به خط مقدم اکتشافات علمی سوق داده است و محققان را در زمینه های مختلف مجذوب خود کرده است.
در قلمرو سلول‌های خورشیدی، نانوذرات پلاسمونیک نقشی محوری دارند و از ویژگی‌های نوری منحصربه‌فرد خود برای افزایش جذب نور و راندمان تبدیل استفاده می‌کنند. طیف سنجی از توانایی آنها در دستکاری نور در مقیاس نانو سود می برد و کنترل و دقت بی سابقه ای را در تکنیک های تحلیلی ارائه می دهد. این برنامه به افزایش سیگنال برای تصویربرداری گسترش می‌یابد، جایی که نانوذرات به افزایش حساسیت و وضوح در روش‌های تصویربرداری کمک می‌کنند.
یکی از امیدوارکننده‌ترین زمینه‌های تحقیقاتی، ادغام نانوذرات پلاسمونیک در درمان سرطان است. ویژگی‌های متمایز آن‌ها آن‌ها را برای درمان‌های هدفمند و رویکردهای تشخیصی ایده‌آل می‌سازد و به پیشرفت‌های پزشکی دقیق و استراتژی‌های درمانی شخصی کمک می‌کند.
فراتر از کاربردهای زیست پزشکی، حساسیت بالای نانوذرات پلاسمونیک آنها را به عنوان نامزدهای امیدوارکننده ای برای ابزار دقیق مکانیکی-اپتیکی قرار می دهد. پاسخگویی آنها به محرک‌های مکانیکی راه‌هایی را برای توسعه حسگرها و دستگاه‌هایی باز می‌کند که می‌توانند تغییرات مکانیکی ظریف را با دقت استثنایی تشخیص دهند و نوآوری‌ها را در حوزه‌های مختلف علمی و فناوری تسهیل کنند.
به‌طور خلاصه، ماهیت همه کاره نانوذرات پلاسمونیک، که شامل نقش آنها در انرژی خورشیدی، طیف‌سنجی، کاربردهای پزشکی و مکانیک اپتیک است، بر اهمیت آن‌ها به‌عنوان ابزارهای چندوجهی که باعث پیشرفت در تحقیقات پیشرفته و پیشرفت‌های فناوری می‌شوند، تأکید می‌کند.

## پلاسمون ها
پلاسمون ها نوسانات الکترون های آزاد هستند که نتیجه تشکیل دوقطبی در ماده در اثر امواج الکترومغناطیسی است. الکترون ها در ماده مهاجرت می کنند تا حالت اولیه خود را بازگردانند. با این حال، امواج نور نوسان می کنند، که منجر به یک جابجایی ثابت در دوقطبی می شود که الکترون ها را مجبور می کند با فرکانس مشابه نور نوسان کنند. این جفت شدن تنها زمانی اتفاق می‌افتد که فرکانس نور برابر یا کمتر از فرکانس پلاسما باشد و در فرکانس پلاسما که فرکانس تشدید نامیده می‌شود، بیشترین است. مقاطع پراکندگی و جذب، شدت فرکانس معینی را که باید پراکنده یا جذب شود، توصیف می کند. بسته به اندازه و هندسه مورد نظر، بسیاری از فرایندهای ساخت یا روش‌های سنتز شیمیایی برای تهیه چنین نانوذراتی وجود دارد.

## سنتز نانوذرات پلاسمونیک
روش‌های مصنوعی یا ساخت واسطه‌های کلیدی برای کنترل اندازه و مورفولوژی نانوذرات هستند که می‌توانند با انتخاب پیش‌سازها، عوامل کاتالیزوری، افزودنی‌های تنظیم‌کننده شکل/اندازه، دما، سرعت واکنش و سایر تنظیمات واکنش کنترل شوند.

### ۱- فرآیندسولوترمال
فرایند solvothermal یک مسیر همه کاره، ارزان‌تر و صنعتی با دمای پایین است که در آن حلال‌های قطبی در دما و فشار مناسب برای سنتز نانوذرات پلاسمونیکی مثل طلا در یک ظرف نزدیک (عمدتا اتوکلاو فشار بالا) استفاده می‌شوند. فشار و دمای محدود در داخل ظرف تنگ حلالیت ماده اولیه را افزایش می دهد به‌طوری که واکنش را می توان حتی در دمای پایین انجام داد.

### ۲- تکنیکسل ژل
تکنیک سل-ژل یکی از پرکاربردترین آزمایشگاه ها و پروتکل های تجاری برای سنتز نانوذرات در مقیاس بزرگ است. این روش به دلیل حساسیت به کلوخه شدن، اثرات قابل توجهی بر روی تجمع نانوذرات طلا دارد. علاوه بر این، مسیر سل-ژل بر حذف محصول جانبی از ژل های تعبیه شده غلبه می کند. این روش، نانوذرات طلا باکیفیت با شکل، اندازه و خواص دلخواه را در ژل سفت و سخت به دست می دهد. در سطح تجاری، این روش پتانسیل ساخت نانوذرات طلا را در کاربردهای مختلف تکنولوژیکی دارد. اصلاحات پیشرفته تکنیک سل-ژل معمولی ترجیحاً ویژگی های نوری غیرخطی پیشرفته را توسعه می دهد. روش سل-ژل مزیت مواد اولیه همگن فوق العاده کوچک را به ما می دهد که معمولاً به صورت محلول و دمای واکنش پایین است.

### ۳- سنتز به روش تمپلیت
سنتز مبتنی بر الگو یک سنتز مبتنی بر مورفولوژی است که در آن الگو به عنوان یک عامل جهت‌دهنده شکل عمل می‌کند و معمولاً در محصول نهایی ظاهر نمی‌شود. برای بازیابی محصول نهایی به راحتی قابل حذف است. اغلب، این برهمکنش‌های موقت پیوندهای هماهنگی فلز- لیگاند (M L) هستند، اما می‌توانند برهمکنش‌های واندروالس، پیوندهای H، یا پیوندهای کووالانسی جداشدنی و متحرک باشند. کاتیون‌های فلزی اولین قالب‌های شیمیایی بودند که معماری‌های بدیع و تماشایی از طلا خلق کردند.

### 4-رسوب دهی لایه اتمی
رسوب لایه اتمی (ALD) یکی از چندین تکنیک مورد استفاده برای رسوب چندین لایه نانوذرات طلا یکی پس از دیگری در فاز بخار با دقت بالا تا سطح اتمی و مولکولی در حالی که لایه های چند لایه با ضخامت زیر نانومتری رسوب می کند. رسوب لایه اتمی  بیشتر برای سنتز نانوذرات طلا چندلایه برای کاربردهایی مانند نمایشگرها، میکروالکترونیک ها، نانوکاتالیست ها و غیره استفاده می شود.

## مولکول های پلاسمونیک
نانوذرات می‌توانند خوشه‌هایی را تشکیل دهند (به اصطلاح «مولکول‌های پلاسمونیک») و با یکدیگر تعامل کنند تا حالت‌های خوشه‌ای را تشکیل دهند. تقارن نانوذرات و توزیع الکترون‌های درون آن‌ها می‌تواند بر نوع پیوند یا ویژگی ضدپیوندی بین نانوذرات مانند اوربیتال‌های مولکولی تأثیر بگذارد. از آنجایی که نور با الکترون‌ها جفت می‌شود، می‌توان از نور پلاریزه برای کنترل توزیع الکترون‌ها و تغییر نماد اصطلاح مولیکن برای نمایش غیرقابل استفاده استفاده کرد. تغییر هندسه نانوذرات می تواند برای دستکاری فعالیت های نوری و خواص سیستم مورد استفاده قرار گیرد، اما نور قطبی شده با کاهش تقارن الکترون های رسانای درون ذرات و تغییر ممان دوقطبی خوشه نیز می تواند مورد استفاده قرار گیرد. از این خوشه ها می توان برای دستکاری نور در مقیاس نانو استفاده کرد.

## مباحث تئوری
برای درک مکانیسم فیزیکی پلاسمون های سطحی، لازم است مدل نوسان رزونانسی الکترون های آزاد در فلزات را روشن کنیم. تحت تحریک یک میدان الکتریکی خارجی، حرکت الکترون‌های آزاد در نانوذرات فلزی را می‌توان با معادله زیر توصیف کرد [۱]:

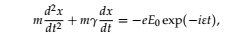
معادله ۱

که در آن E0، ω، γ، m به ترتیب جرم الکترون، ثابت میرایی، فرکانس و دامنه میدان الکتریکی خارجی هستند. برای گنجاندن اثر اندازه بر گذردهی نوری فلزات، یک مدل معروف درود-لورنتس با موفقیت توسعه یافته است. برای نانو ذرات فلزی جدا شده با اندازه ای قابل مقایسه با طول موج فرودی، الکترون های تولید شده در داخل نانوذرات به عنوان گاز ایده آل ذرات باردار غیر متقابل تحت قانون دوم نیوتن در نظر گرفته می شوند. گذردهی درود وابسته به فرکانس نانوذرات فلزی را می توان به صورت زیر نوشت:

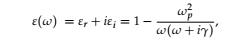
معادله ۲

معادله (۲) یکی از شرایط زیر مجموعه مدل درود-لورنتس است که می تواند برای توضیح مکانیسم فیزیکی پلاسمون های سطحی استفاده شود. مدل درود-لورنتز می تواند برای موارد NP های جدا شده به خوبی کار کند. همچنین رویکردهای دیگری وجود دارد که می تواند نتایج مشابهی را با معادله (۲) ارائه دهد. به عنوان مثال، گذردهی نانوذرات فلزی جدا شده معلق در یک محیط به خوبی توسط رویکرد ماکسول-گارنت توضیح داده شده است.
خواص نوری LSPR در یک سیستم نانوذرات فلزی، مانند فاکتور کیفیت، پهنای باند رزونانس، شدت میدان موضعی و غیره تحت تأثیر بسیاری از عوامل خارجی و داخلی قرار دارند. به عنوان مثال، در پراکندگی NP فلزی، طیف انقراض نوری اندازه گیری شده مجموع فوتون های جذب شده و پراکنده شده است. از نظر ریاضی می‌توانیم طیف انقراض نانوذرات فلزی را به عنوان مجموع عبارت‌های جذب و پراکندگی در نظر بگیریم:

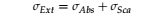
معادله ۳

جذب و پراکندگی نانوذرات به شدت به اندازه ذرات وابسته است. هنگامی که نانوذرات فلزی بسیار کوچکتر از طول موج نور هستند، جذب بسیار قوی تر از پراکندگی می شود. هنگامی که قطر نانوذرات با طول موج فرودی قابل مقایسه باشد، نوسان پلاسمون چند قطبی در داخل نانوذرات رخ می دهد. اندازه نانوذرات منجر به تغییر ثابت های نوری آن ها می شود.

## کاربردها

### ۱- سلول های خورشیدی پلاسمونیک
نانوذرات پلاسمونیک به دلیل توانایی آنها در پراکندگی نور به ساختار فتوولتائیک و جذب کم، به عنوان روشی برای افزایش کارایی سلول خورشیدی در دست بررسی هستند. جذب نور بیشتر توسط دی الکتریک باعث افزایش راندمان می شود.
پلاسمون ها را می توان با تابش نوری برانگیخت و جریان الکتریکی را از الکترون های داغ در مواد ساخته شده از ذرات طلا و مولکول های حساس به نور پورفین، با اندازه های دقیق و الگوهای خاص، القا کرد. طول موجی که پلاسمون به آن پاسخ می دهد تابعی از اندازه و فاصله ذرات است. این ماده با استفاده از نانولیتوگرافی فروالکتریک ساخته شده است. در مقایسه با تحریک نوری معمولی، این ماده ۳ تا ۱۰ برابر جریان تولید می کند.

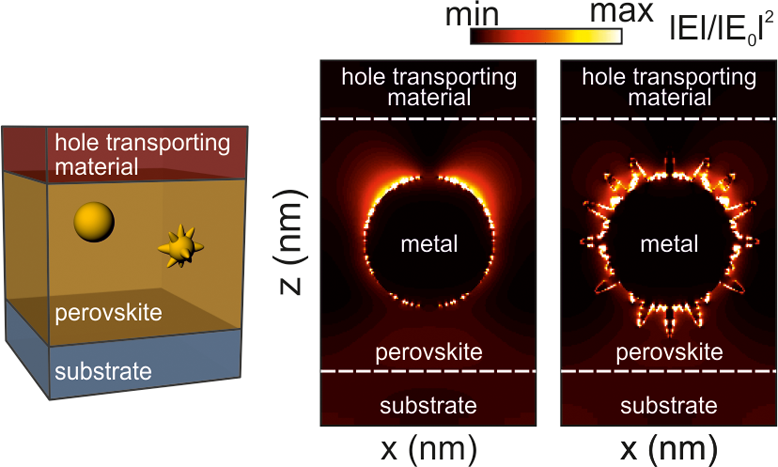
کاربرد نانوذرات پلاسمونیک در سلول خورشیدی

### ۲- طیف سنجی
در سالیان گذشته نانوذرات پلاسمونیک به عنوان روشی برای طیف‌سنجی با وضوح بالا مورد بررسی قرار گرفته‌اند. یک گروه از نانوذرات طلا ۴۰ نانومتری استفاده کردند که به گونه‌ای عامل‌دار شده بودند که به‌طور خاص به گیرنده‌های فاکتور رشد اپیدرمی متصل می‌شدند تا چگالی آن گیرنده‌ها را در یک سلول تعیین کنند. این تکنیک بر این واقعیت متکی است که هندسه مؤثر ذرات وقتی در یک قطر ذره (۴۰ نانومتر) از یکدیگر ظاهر می‌شوند، تغییر می‌کند. در این محدوده، اطلاعات کمی در مورد چگالی EGFR در غشای سلولی را می توان بر اساس تغییر در فرکانس تشدید ذرات پلاسمونیک بازیابی کرد.

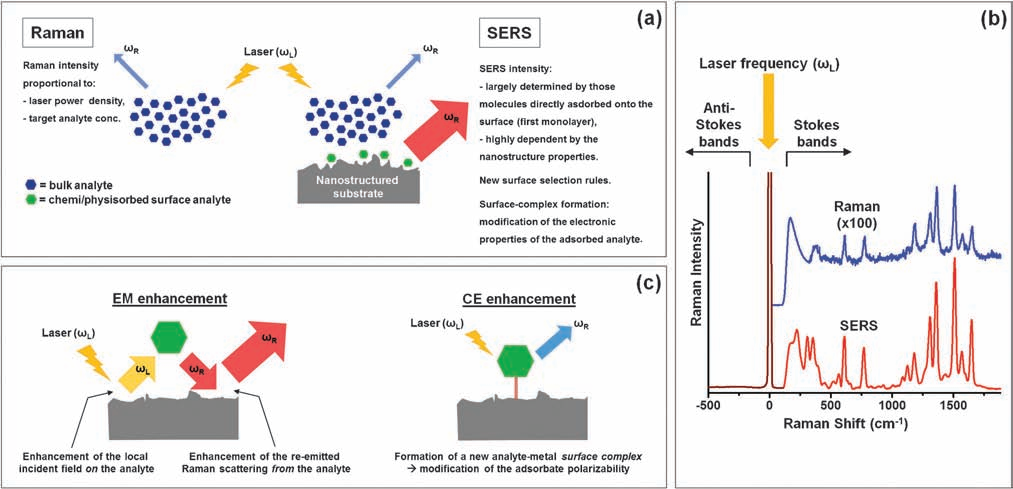
کاربرد نانوذرات پلاسمونیک در طیف سنجی

### ۳- درمان سرطان
نانوذرات پلاسمونیک پتانسیل گسترده‌ای را برای ایجاد درمان‌های ابتکاری سرطان نشان داده‌اند. با وجود آن، هنوز نانومواد پلاسمونیکی در عمل بالینی به کار نمی‌روند، زیرا فلز مرتبط است. تحقیقات اولیه نشان می‌دهد که برخی از نانومواد، از جمله نانومیله‌های طلا و ساختارهای بسیار کوچک در نانو، می‌توانند نور لیزر مادون قرمز را به گرمای موضعی تبدیل کنند، همچنین در ترکیب با سایر درمان‌های سرطان شناخته‌شده.

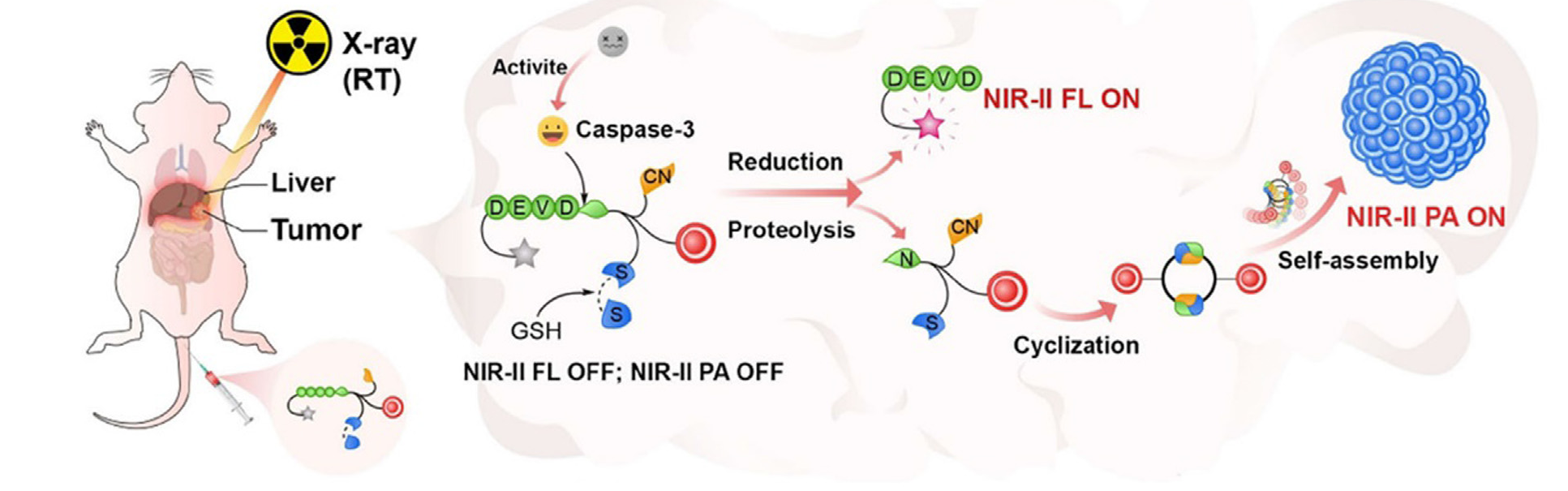
کاربرد نانوذرات پلاسمونیک در سرطان